# المسيحية في ماديرا

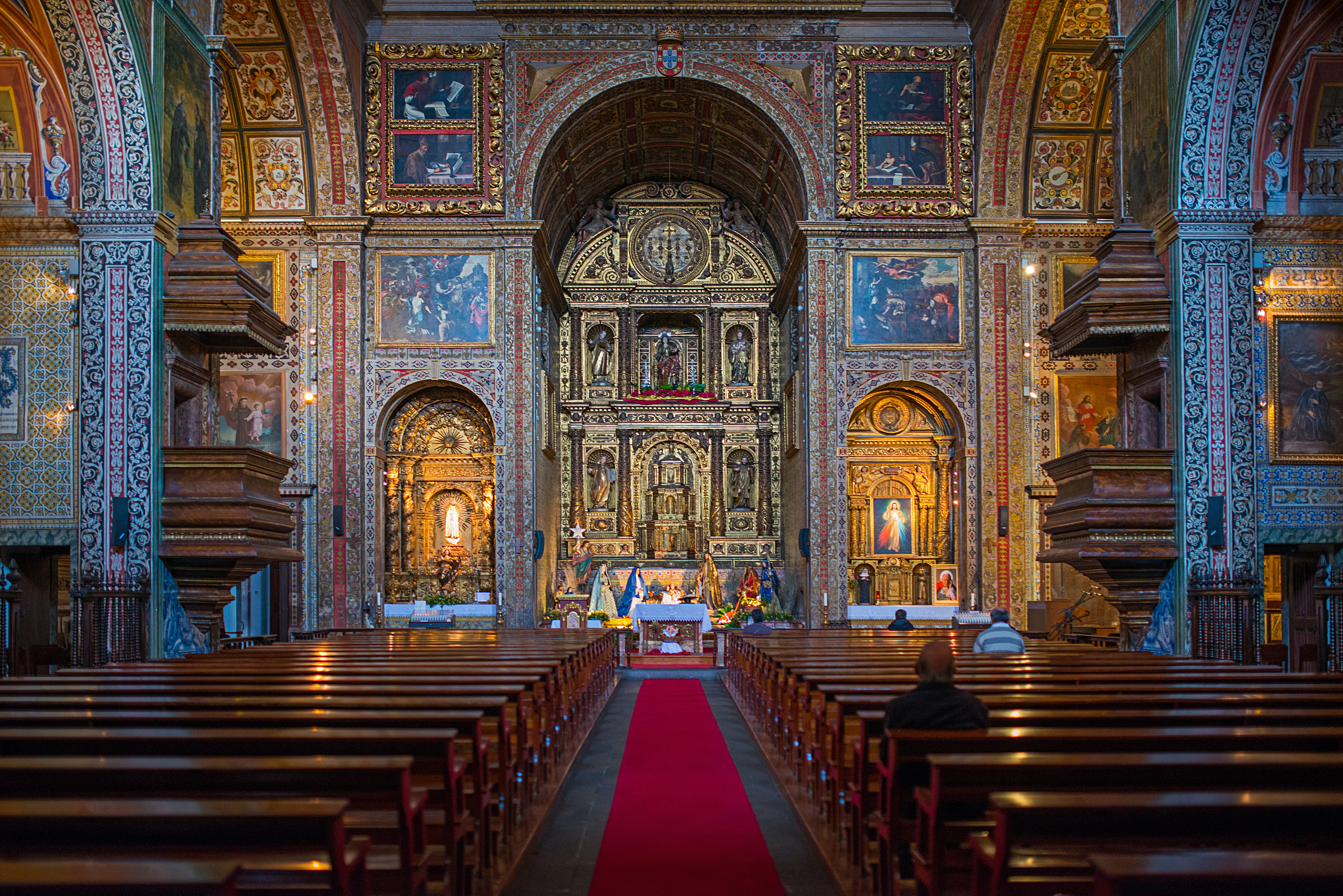
داخل كاتدرائية القديس يوحنا الإنجيلي في مدينة فونشال.

تُشكل المسيحية في ماديرا أكثر الديانات انتشاراً، حيث أنَّ الغالبيَّة العظمى من سكان جزيرة ماديرا البالغ عددهم 245,806 نسمة حسب تعداد عام 2006، هم من المسيحيين على مذهب الكنيسة الرومانية الكاثوليكية والذين يشكلون حوالي 96% من مجمل السكان. يعود الوجود الكاثوليكي في الجزيرة إلى عام 1419 مع الإستيطان البرتغالي، واليوم الغالبية الغالبيَّة العظمى من سكان الجزيرة من أصول برتغاليَّة. تم اكتشاف أرخبيل ماديرا خلال مناورة جيوستراتيجية لتوسيع الأراضي البرتغالية ونشر العقيدة الكاثوليكية وتطوير اقتصاد الإمبراطورية البرتغالية، ووضعت في البداية كل من ماديرا وجزر الأزور، مثل جميع الجزر والأراضي التي تم اكتشافها خلال عصر الاستكشاف البرتغالي، تحت سلطة أوامر المسيح العسكريَّة. وعلى غرار ماديرا يعتنق معظم شعب جزر الأزور المسيحية ديناً على مذهب الكنيسة الرومانية الكاثوليكية ويتبعون أسقفية الأزور.

## الطوائف المسيحية

### الكاثوليكية

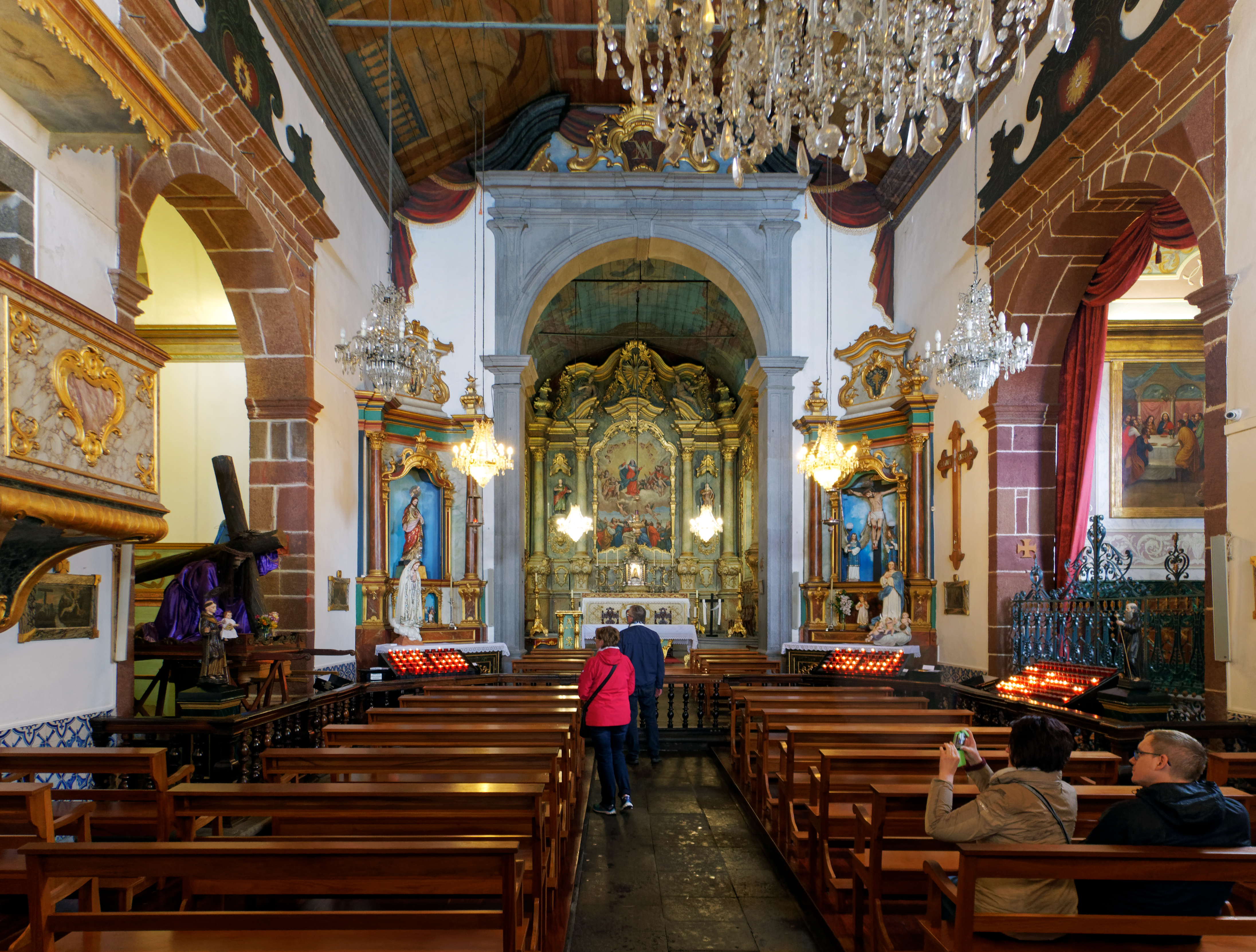
داخل كنيسة سيدة مونتي الكاثوليكيَّة في مدينة فونشال.

الكنيسة الرومانية الكاثوليكية في ماديرا هي هي جزء الكنيسة الكاثوليكية البرتغاليَّة والتي بدورها أيضاً هي جزء من الكنيسة الكاثوليكية العالمية في ظل القيادة الروحية للبابا في روما والمؤتمر الأسقفي البرتغالي، الغالبيَّة العظمى من سكان جزيرة ماديرا البالغ عددهم 245,806 نسمة حسب تعداد عام 2006، هم من المسيحيين على مذهب الكنيسة الرومانية الكاثوليكية والذين يشكلون حوالي 96% من مجمل السكان. يتبع كاثوليك البلاد إدارياً ورعوياً أبرشيَّة فونشال، حيث تُعد أبرشيَّة فونشال الرومانية الكاثوليكية مركز الحياة الديني في الجزيرة، وقد تأسست في 12 يناير عام 1514 عقب تحول فونشال من قرية إلى مدينة من قبل مانويل الأول ملك البرتغال، وقد وافق البابا ليو العاشر على تأسس أبرشيَّة فونشال الرومانية الكاثوليكية. كانت الأبرشية الجديدة جزء من مطرانيَّة لشبونة. بعد طرد السكان اليهود من إسبانيا والبرتغال في عام 1492 وفي 1497، أصبح ما تبقى من السكان اليهود في أيبيريا مسيحيين رسميًا. دُعي اليهود المتحولين للمسيحيَّة باسم المسيحيين الجدد ومنذ القرن الخامس عشر أستقرت أعداد من المسيحيين الجدد في ماديرا.
بعد التقدم الاقتصادي والاجتماعي للإمبراطورية البرتغاليَّة، تم إنشاء أبرشيات جديدة في عام 1534، والتي تم فصل مناطقها عن أبرشية فونشال: غوا والأزور وسانتياغو وساو تومي وساو سلفادور دا باهيا. في وقت لاحق، في 31 يناير عام 1533، رُفِع أبرشية فونشال إلى متروبوليت.
حتى القرن العشرين، استخدم أساقفة فونشال لقب أسقف ماديرا وبورتو سانتو. ويعد مقر أبرشية فونشال في كاتدرائية دي نوسا سنهورا دا أسونساو (بالبرتغاليَّة: Nossa Senhora da Assunção). مقر أبرشية فونشال هو كاتدرائية سيدة الانتقال (بالبرتغاليَّة: Catedral de Nossa Senhora da Assunção). في 8 مارس من عام 2007 عيَّن البابا بندكت السادس عشر الأسقف أنطونيو خوسيه كافاكو كاريلهو في منصب أسقف فونشال، وحتى ذلك الحين أسقفًا إضافيًا في بورتو. في 17 مايو من عام 2014، رشح البابا فرنسيس الكاردينال فرناندو فيلوني لرئاسة الاحتفالات بالذكرى السنويَّة الخمسمائة لتأسيس الأبرشية.

### البروتستانتية
في عام 1849 شهدت الجزيرة هجرة المنفيين الدينيين من البروتستانت من جزيرة ماديرا إلى الولايات المتحدة، عن طريق ترينيداد ومواقع أخرى في جزر الهند الغربية. معظمهم استقر في ولاية إلينوي، والذين حصلوا على مساعدات ماليَّة وماديَّة من قبل مؤسسة المجتمع البروتستانتي الأمريكي، والتي كان مقرها في مدينة نيويورك. في أواخر 1830 قام القس روبرت ريد كايلي، القادم من إسكتلندا، والذي قس في الكنيسة المشيخية وطبيب، بالتوقف في فونشال في طريقه إلى بعثة في الصين، مع زوجته. وبقي القس كايلي وزوجته في ماديرا حيث بدأ يبشر في المذهب البروتستانتي. قبل عام 1846، قطن في جزيرة ماديرا ذات الغالبيَّة الكاثوليكية الساحقة حوالي 1,000 بروتستانتي، والذين كانوا يعانون من التمييز ضدهم إلى جانب أعمال الشغب بسبب التحويلات الدينية، وبالتالي اختار هؤلاء الهجرة إلى ترينيداد ومواقع أخرى في جزر الهند الغربية في إجابة للدعوة للعمل مزارع السكر.

## معرض الصور

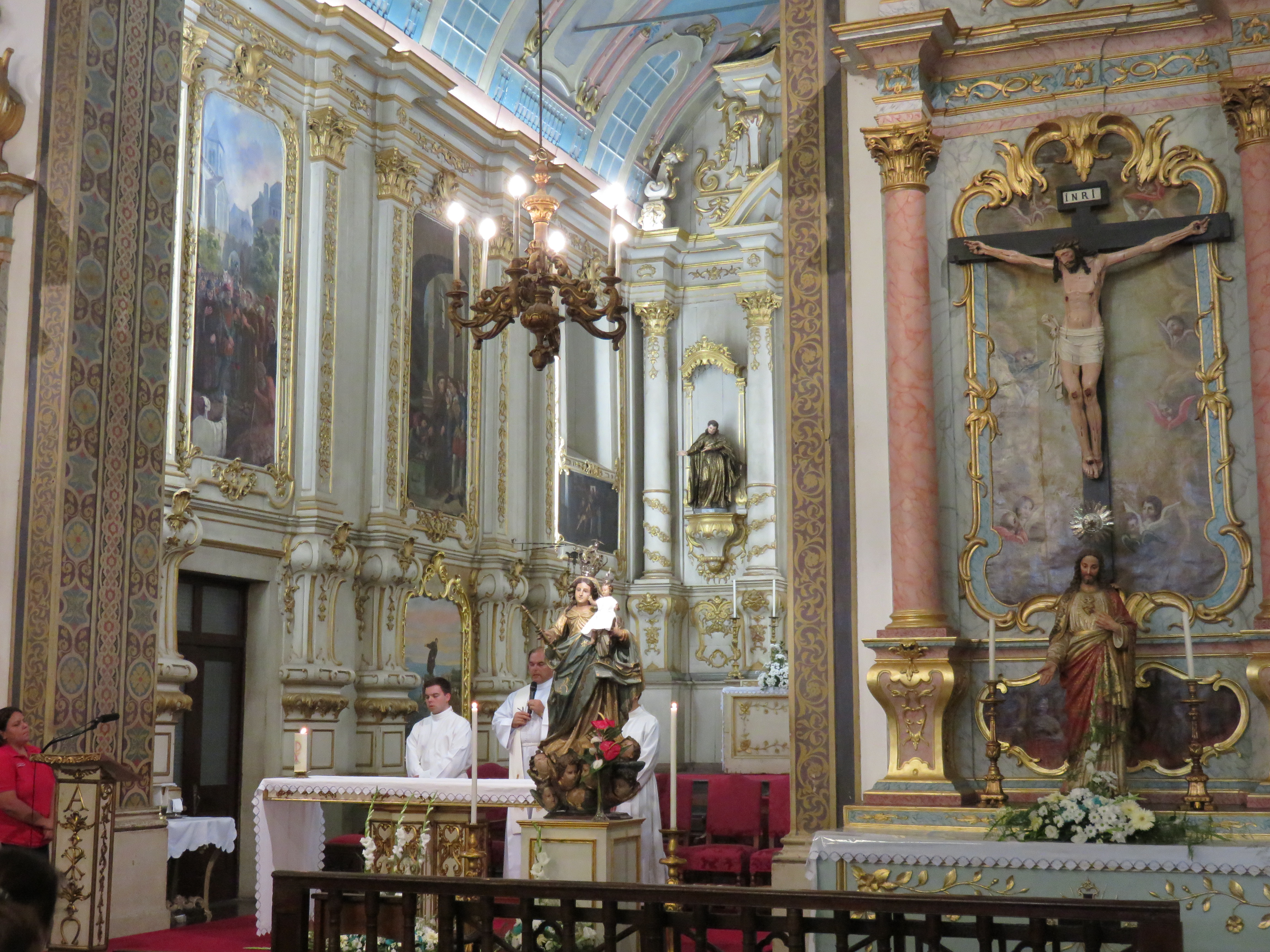
داخل كنيسة القديس أنطونيو في مدينة فونشال
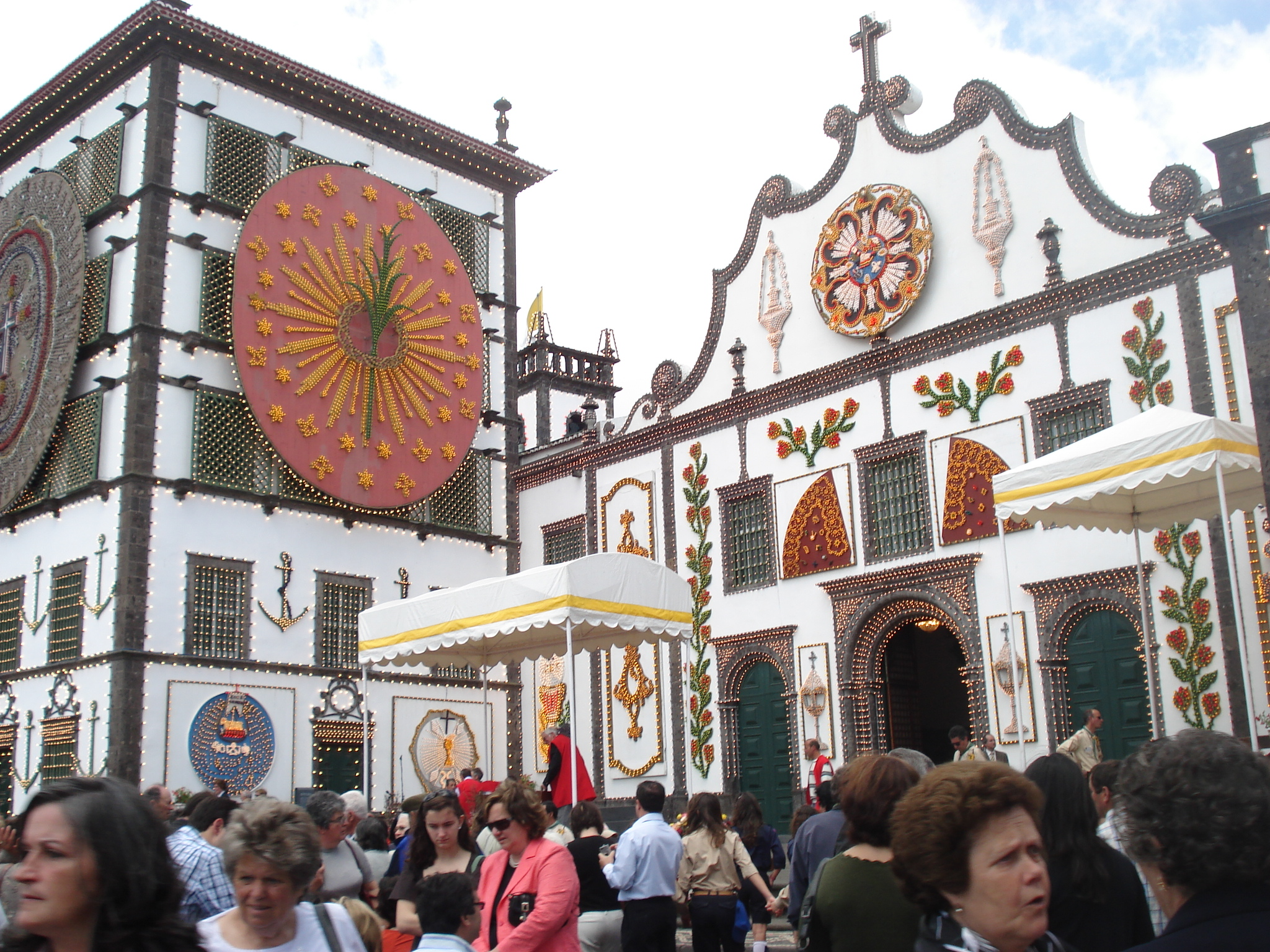
تطواف كاثوليكي أمام دير سيدة الأمل في بونتا ديلغادا
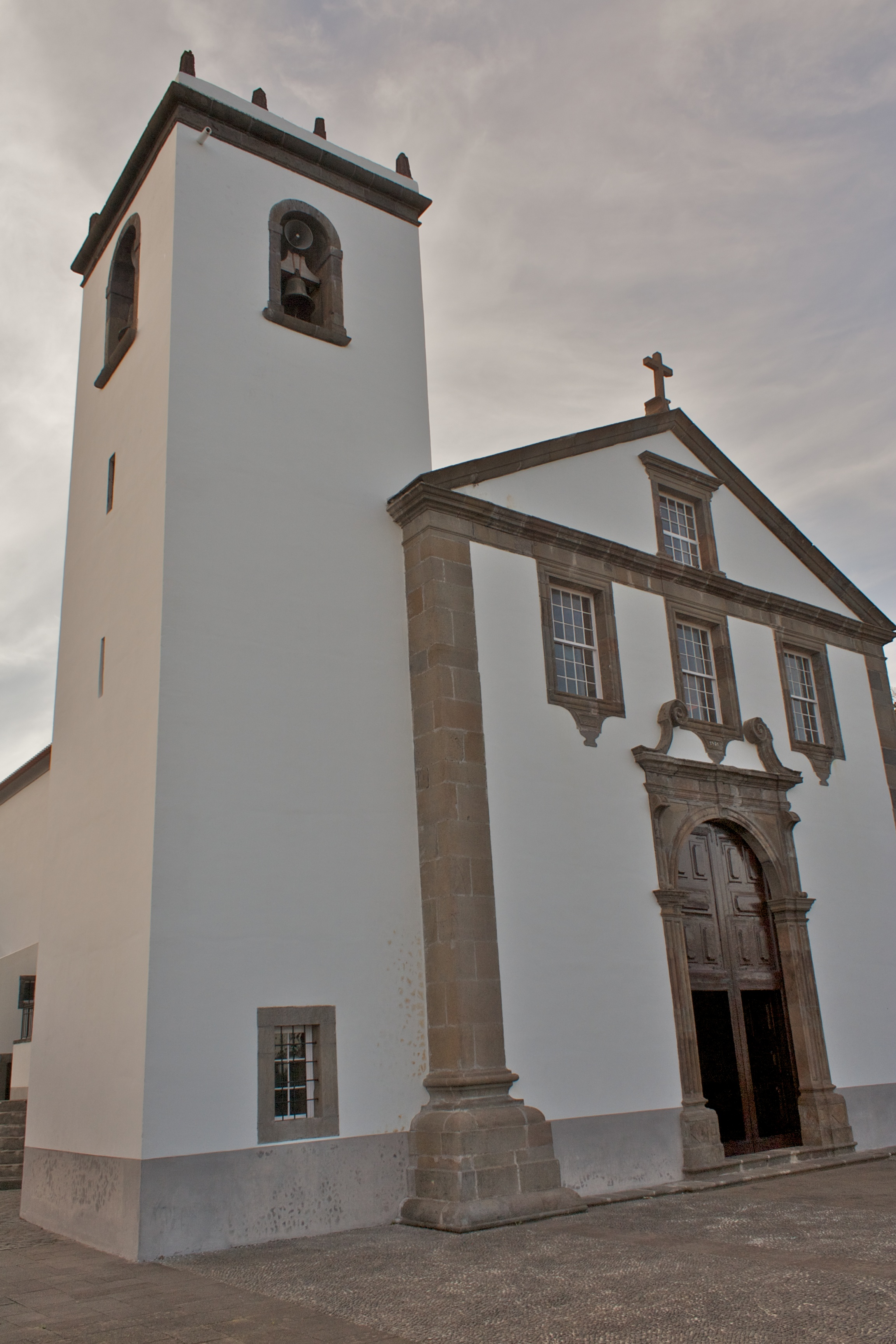
كنيسة ساو خورخي في ماديرا
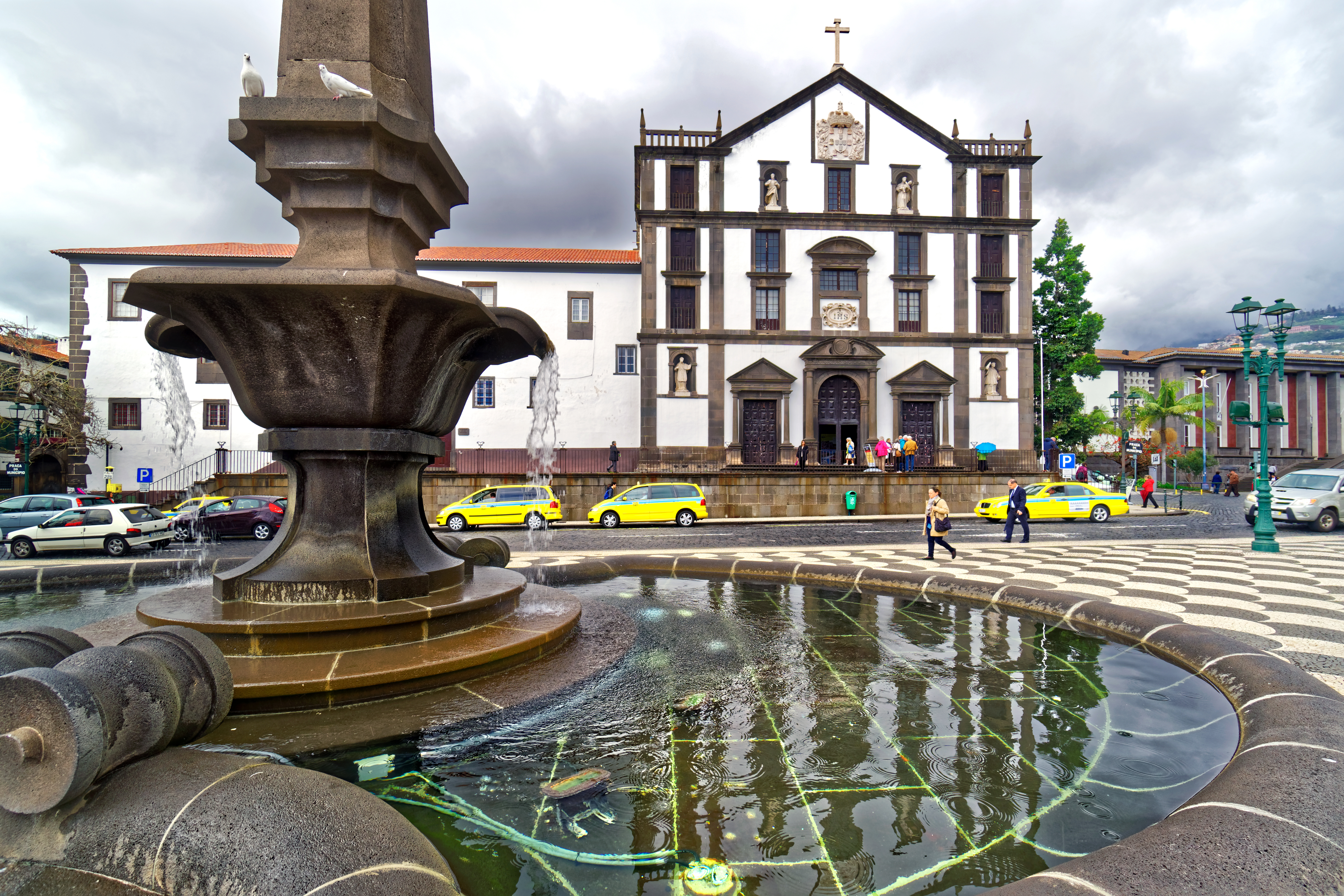
كاتدرائية القديس يوحنا الإنجيلي في مدينة فونشال
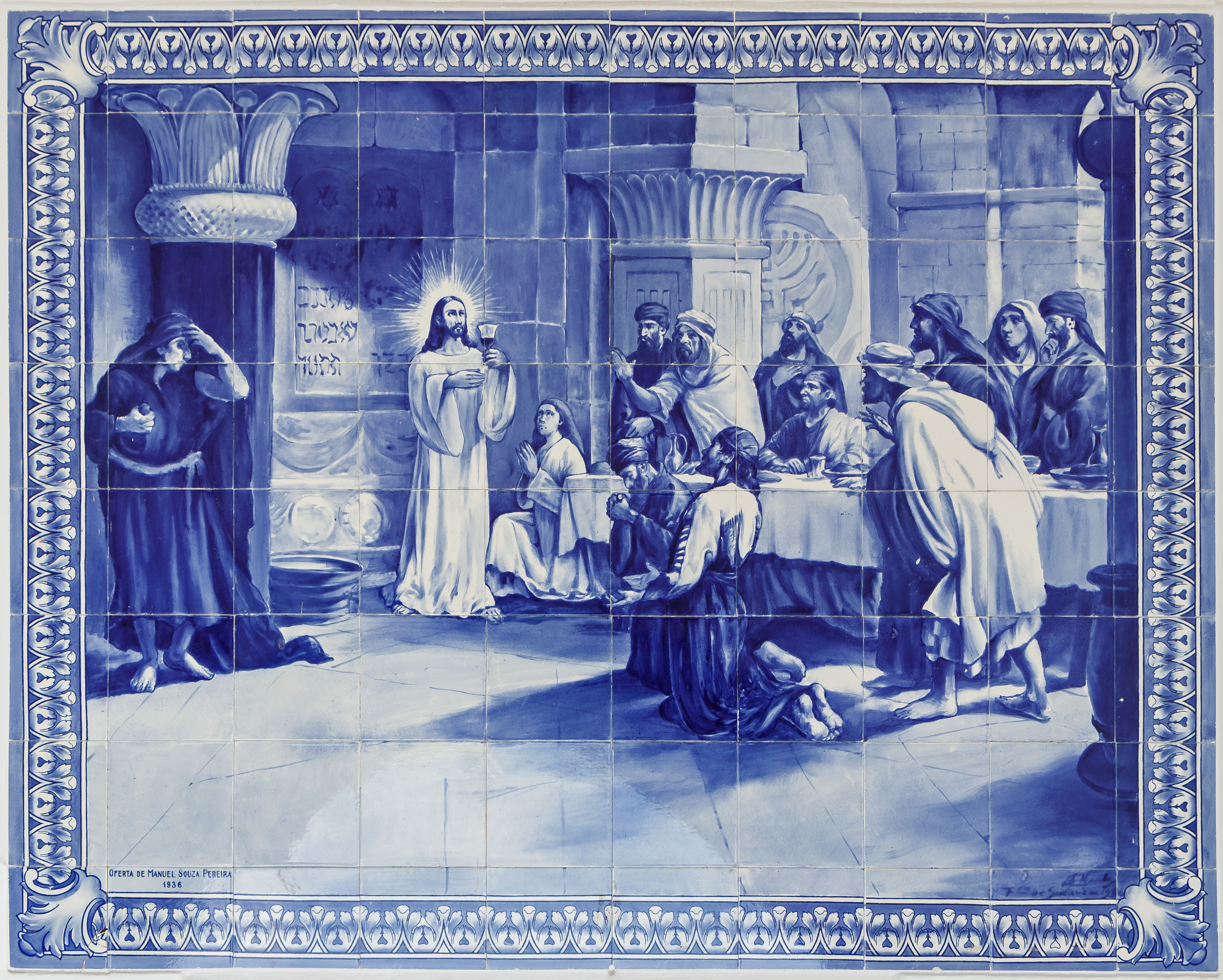
تصور يسوع في كنيسة سيدة مونتي الكاثوليكيَّة في مدينة فونشال